# Inter Mirifica
Inter Mirifica (лат. З числа незвичайних) — декрет Другого Ватиканського собору Католицької церкви, присвячений засобам масової комунікації. Затверджено папою Павлом VI 4 грудня 1963 року, після того як він був схвалений на соборі. За остаточний варіант документа висловилося 1960 учасників собору, проти — 164. Свою назву отримав за прийнятою в католицизмі практикою у двох перших словами першої фрази — «Inter mirifica technicae artis inventa» (Серед незвичайних технічних винаходів).
Декрет Inter Mirifica — один з дев'яти декретів Другого Ватиканського собору. Декрет складається з 24 статей, розділених на 2 глави, вступ і висновок.

## Структура
1. Вступ (статті 1-2)
2. Глава 1. Про вчення Церкви (статті 3-12)
3. Глава 2. Про пастирську активність Церкви (статті 13-22)
4. Висновок (статті 23-24)

## Зміст
Декрет присвячений засобам масової комунікації, їх ролі в сучасному світі і відношення до ЗМІ Католицької церкви.
Головна ідея декрету виражена на початку першому розділі — «Католицька Церква … усвідомлює необхідність проповідувати Євангеліє і тому вважає своїм обов'язком проголошувати спасительну звістку також за допомогою засобів масової комунікації і вчити людей їх правильного використання. Тому Церкви належить природжене право користуватися і володіти цими засобами в тій мірі, в якій вони необхідні або корисні для християнського виховання і для будь-якої справи порятунку душ».
Декрет підкреслює важливість свободи розповсюдження інформації в сучасному світі.
У шостій статті порушується питання про взаємовідносини права вільного мистецтва і морального закону, причому підкреслюється, що з точки зору Церкви моральний закон має безумовний пріоритет. У декреті розглядається питання морального обов'язку, як з боку працівників ЗМІ, так і з боку людей, яким адресовані ЗМІ. Борг перший полягає в неприпустимості поширення інформації, що підриває моральність, тоді як на других покладається відповідальність за дисципліну користування ЗМІ, наприклад, батьки відповідальні за огорожу дітей від неналежних для їхнього віку видовищ.
У другій частині декрет наводить конкретні рекомендації щодо співпраці священників і мирян як з нецерковною пресою, яка працює на благо суспільства і не суперечить католицькій вірі та моралі, так і за їхньої участі у створенні і розвитку власне католицьких ЗМІ.
Висновок декрету говорить:
|  | Святий Собор ... закликає всіх людей доброї волі — і перш за все тих, у кого в руках знаходяться ці засоби: нехай вони намагаються використовувати їх виключно на благо людства, доля якого з кожним днем все більше залежить від їх вірного застосування. І нехай Ім'я Господнє буде таким чином прославлене як стародавніми творами мистецтва, так і цими новими винаходами, за словом Апостола: "Ісус Христос вчора і сьогодні і навіки Той же". |